# Siemianowice Śląskie
Siemianowice Śląskie también conocido como Siemianowice (pronunciación en polaco: /ɕɛmjanɔˈvit͡sɛ ˈɕlɔ̃skʲɛ/; en alemán: Siemianowitz-Laurahütte) es una ciudad en Alta Silesia en el sur de Polonia, cerca de Katowice, en su distrito central en la Unión Metropolitana de Alta Silesia - una metrópolis con una población de 2 millones de personas y está ubicado en las Silesia Highlands, en el río Brynica (afluente del Vístula).
Está situado en el voivodato de Silesia desde su formación en 1999, anteriormente en el voivodato de Katowice, y antes de entonces en el voivodato autónomo de Silesia. Siemianowice es una de las ciudades de la conurbación de 2,7 millones, el área urbana de Katowice, en el corazón del gran área metropolitana de Silesia poblada por unas 5 294 000 personas. La población de la ciudad es 65.684 (2021). Siemianowice Śląskie limita con cuatro ciudades: Piekary Śląskie, Chorzów, Czeladź y la capital del voivodato, Katowice.

## Etimología
Hay tres explicaciones hipotéticas para los orígenes del nombre Siemianowice: o proviene de siete cabañas que se llamaban Siedminowice/Siedmionowice en polaco antiguo; de la vieja leyenda sobre Siemion (Siemian), Michał y Maciej, o Siemion, Michał y Jakub; o viene de ziemia nawa que significa tierra quitada del agua.

## División administrativa
- Centro – 11,98 km2
- Michałkowice – 5,46 km2
- Bańgów – 2,96 km2
- Przełajka – 2,7 km2
- Bytków – 2,3 km2

## Historia
Siemianowice se remonta a la medieval Piast-gobernó el Polonia. Probablemente fue mencionado por primera vez en documentos en 1253.
En 1924, se fusionaron las comunas de Siemianowice y Huta Laury. La nueva ciudad fue nombrada Siemianowice Śląskie y ganó privilegios de ciudad en 1932.
El 1 de septiembre de 1939, el primer día de la invasión de Polonia alemana y la Segunda Guerra Mundial, hubo una escaramuza entre los saboteadores alemanes y la autodefensa polaca en el distrito actual de Michałkowice. Luego, los saboteadores alemanes entraron en la mina local y tomaron como rehenes a varias docenas de polacos mineros. Después de una batalla, las tropas y los voluntarios polacos, incluidos los miembros de la Sociedad Polaca de Gimnasia "Sokół" y la boy scouts, recuperaron la mina. Hubo muertos en ambos lados, y los polacos también capturaron a decenas de saboteadores alemanes. Los alemanes finalmente invadieron y capturaron la ciudad en los días siguientes, y ya el 8 de septiembre de 1939, el G erman Freikorps asesinó a seis polacos en la ciudad. En septiembre de 1939, el alemán Einsatzgruppe I operó en la ciudad y cometió varios crímenes contra la población polaca. Durante el  Ocupación alemana (Ocupación de Polonia (1939-1945)), se establecieron y operaron dos trabajos forzados bajo el dominio alemán durante la Segunda Guerra Mundial campos en la ciudad: uno para polacos (Polenlager) y uno para Judíos. En abril de 1944, los alemanes también establecieron una subcampo del Auschwitzcampo de concentración, en el que más de 900 personas fueron detenidas y sometidas a trabajos forzados. En enero de 1945, los prisioneros del subcampo fueron llevados al campo de concentración de Mauthausen, y poco después los alemanes abandonaron la ciudad y terminó la ocupación.
En 1951, Michałkowice, Bytków, Bańgów y Przełajka se incluyeron dentro de los límites de la ciudad de Siemianowice como nuevos distritos.

## Industria
- Adient ( Estados Unidos, fabricación de piezas de automóviles)
- Arcelor Mittal ( Luxemburgo, Fabricación de acero)
- Fábrica de elementos de fijación ( Polonia, Fabricación de herrajes de fijación)
- Rosomak S.A. ( Polonia, Sistemas de Defensa)
- Fabud ( Polonia, empresa constructora)
- Huhtamäki ( Finlandia, productos de embalaje especiales)

## Estructuras arquitectónicas notables
- Torre de televisión de Bytków
- Park Tradycji ("Parque de la Tradición") en la antigua mina de carbón
- Museo Municipal en un antiguo granero
- Baño Municipal
- Palacio de los Mieroszewskis y Donnersmarcks
- Palacio Zameczek (Palacio Rheinbaben)
- Ayuntamiento
- Iglesia de San Miguel Arcángel
- Iglesia de la Santa Cruz
- Centro Cultural Siemianowice
- Cervecería

## Parques y plazas
- Parque Miejski ("Parque Municipal")
- Parque Górnik ("Parque Minero")
- Parque Pszczelnik
- Planty Michałkowickie
- Skwer Laury ("Plaza de Laura")
- Plac Wolności ("Plaza de la Libertad")

## Deportes
El club local de football es MKS Siemianowiczanka. Compite en las ligas inferiores.

## Pueblos gemelos – ciudades hermanas
Siemianowice Śląskie es hermana con:
- Câmpia Turzii, Rumanía
- Jablunkov, República Checa
- Köthen, Alemania
- Mohács, Hungría
- Wattrelos, Francia